# Rue d'Hauteville
La rue d’Hauteville est une voie publique située dans le 10e arrondissement de Paris.

## Situation et accès
La rue d’Hauteville est une voie publique située dans le 10e arrondissement de Paris. Elle débute au 30-34, boulevard de Bonne-Nouvelle, et finit 1, place Franz-Liszt. Elle rencontre entre-temps la rue de l’Échiquier, la rue d’Enghien, la rue Gabriel-Laumain, la rue des Petites-Écuries, la cité Paradis, la rue de Paradis, la rue des Messageries, la rue de Chabrol. Elle mesure 773 m de long et 20 m de large.
Le quartier est desservi par la ligne 7 à la station Poissonnière au nord et par les lignes 8 et 9 à la station Bonne Nouvelle.

## Origine du nom

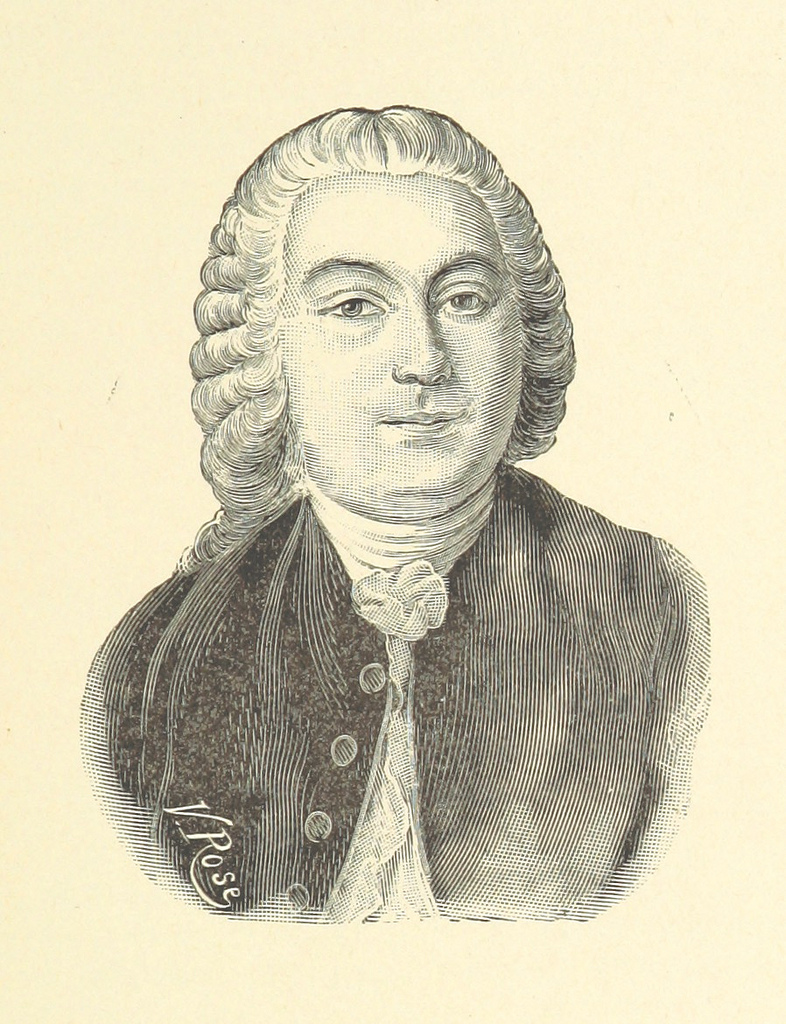
Jean-Baptiste de La Michodière.

Cette rue porte ce nom en l'honneur de Jean-Baptiste de La Michodière, comte d’Hauteville (né en 1720), qui fut prévôt des marchands de Paris de 1772 à 1777.

## Historique
Cette rue a été percée en plusieurs étapes.
- De la rue de Paradis à la rue de l'Échiquier en 1783 par application d'un arrêté du Conseil du Roi du 15 août 1772 confirmé par lettres patentes du 14 octobre 1772 et du 8 août 1783). Les lettres patentes du 14 octobre 1772 autorisèrent les religieuses Filles-Dieu à exécuter sur leurs terrains ce percement, dont la largeur était fixée à 30 pieds et qui devait prendre la dénomination de « rue Delamichodière ». Cette rue n'était toutefois pas encore ouverte en 1783. 
Par lettres nouvelles du 8 août de cette année portant confirmation et extension de celles de 1772, les religieuses purent ouvrir la rue projetée depuis onze ans, mais à la condition que le nom « Delamichodière » serait remplacé par celui de « rue d'Hauteville », la première de ces dénominations ayant déjà été donnée à une rue ouverte dans le quartier Louis-le-Grand.

En 1783, alors que Paris s'étend de l'enceinte de Charles V au mur des Fermiers généraux, la rue de la Michodière se trouve intra-muros et concurrence ainsi la rue de La Michodière du 2e arrondissement. Il est décidé que les deux rues continuent à honorer le même personnage mais la plus périphérique prend dès lors le nom de « rue d'Hauteville », qui n'est pas le nom mais le titre du prévôt des marchands, comme cela se faisait le plus souvent sous l'Ancien Régime.
Elle a été dénommée, « rue d'Hauteville », par lettres patentes du 8 août 1783 pour la partie entre le boulevard de Bonne-Nouvelle et la rue de Paradis. La partie comprise entre la rue de Paradis et la rue des Messageries, qui n'était alors que la partie nord-sud d'un passage à angle droit, était connue sous le nom de « passage des Messageries », en référence aux messageries royales dont le bureau se trouvait à proximité.
- De la rue de l'Échiquier à la rue Basse Saint-Denis en 1792.

En 1791, la rue d'Hauteville ne débouchait pas encore dans la rue Basse-Porte-Saint-Denis ; nous en trouvons la preuve dans un arrêté du Bureau de féodalité du 9 septembre de la même année.
Ce prolongement fut complètement exécuté en 1792 rejoignant cette rue qui longeait, en contrebas, le boulevard de Bonne Nouvelle dont elle était séparée par un talus. Le talus au-dessus de la rue Basse fut arasé vers 1825 au niveau de la rue d'Hauteville pour créer un accès direct de celle-ci au boulevard.
La largeur primitive a été maintenue par une décision ministérielle du 13 mars 1821 et par une ordonnance royale du 27 septembre 1826. Une autre ordonnance du 15 mai 1832 a sanctionné les dispositions projetées pour l'abaissement transversal du boulevard de Bonne-Nouvelle, au moyen de la suppression de la rue Basse-Porte-Saint-Denis, et pour le prolongement de la rue d'Hauteville jusqu'à ce boulevard. Cette opération a été exécutée peu de temps après et les constructions riveraines alignées.
- Prolongement au nord en 1826.

Après l’aliénation du couvent Saint-Lazare), elle est prolongée au nord jusqu’à la place Franz-Liszt, en reprenant le tracé de la branche nord-sud de la rue des Messageries (par ordonnance du 27 septembre 1826).
Avant 1792, il existait un passage formant retour d'équerre et connu sous le nom de « passage des Messageries ». Il prenait naissance à la rue de Paradis, en face de celle d'Hauteville, et se terminait à la rue du Faubourg-Poissonnière. 
Par délibération du corps municipal du 18 juin de la même année, les propriétaires riverains furent autorisés à convertir ce passage en une rue de 30 pieds de largeur, à la charge par eux de livrer gratuitement et en cas de reconstruction, le terrain nécessaire à cet élargissement.
Elle débouche sur la perspective de l’église Saint-Vincent-de-Paul, ce qui est l’occasion d’un gag récurrent du film Zazie dans le métro.

## Bâtiments remarquables et lieux de mémoire
- No  7 : cabaret La Taverne Hauteville, dans les années 1930[3].
- No 23 : immeuble d’époque Louis-Philippe construit par les architectes Viel et Desjardins dans un style néo-Renaissance ; la façade de cet immeuble a fait l’objet de nombreuses publications[4].
- No 25 : immeuble de rapport Louis-Philippe construit en 1839, doté d’une porte cochère en plein cintre englobant le rez-de-chaussée et l’entresol, cette porte étant surplombée par un balcon orné d’une grille de fonte à motifs de palmettes[4].
- No 26 : Michel Eyraud, l’un des assassins de la malle sanglante de Millery, y avait été gérant d’une maison de commission[5].
- No 26 : hôtel de Louis François Bertin de Vaux (1801), au beau décor intérieur[6], inscrit au titre des monuments historiques[7].

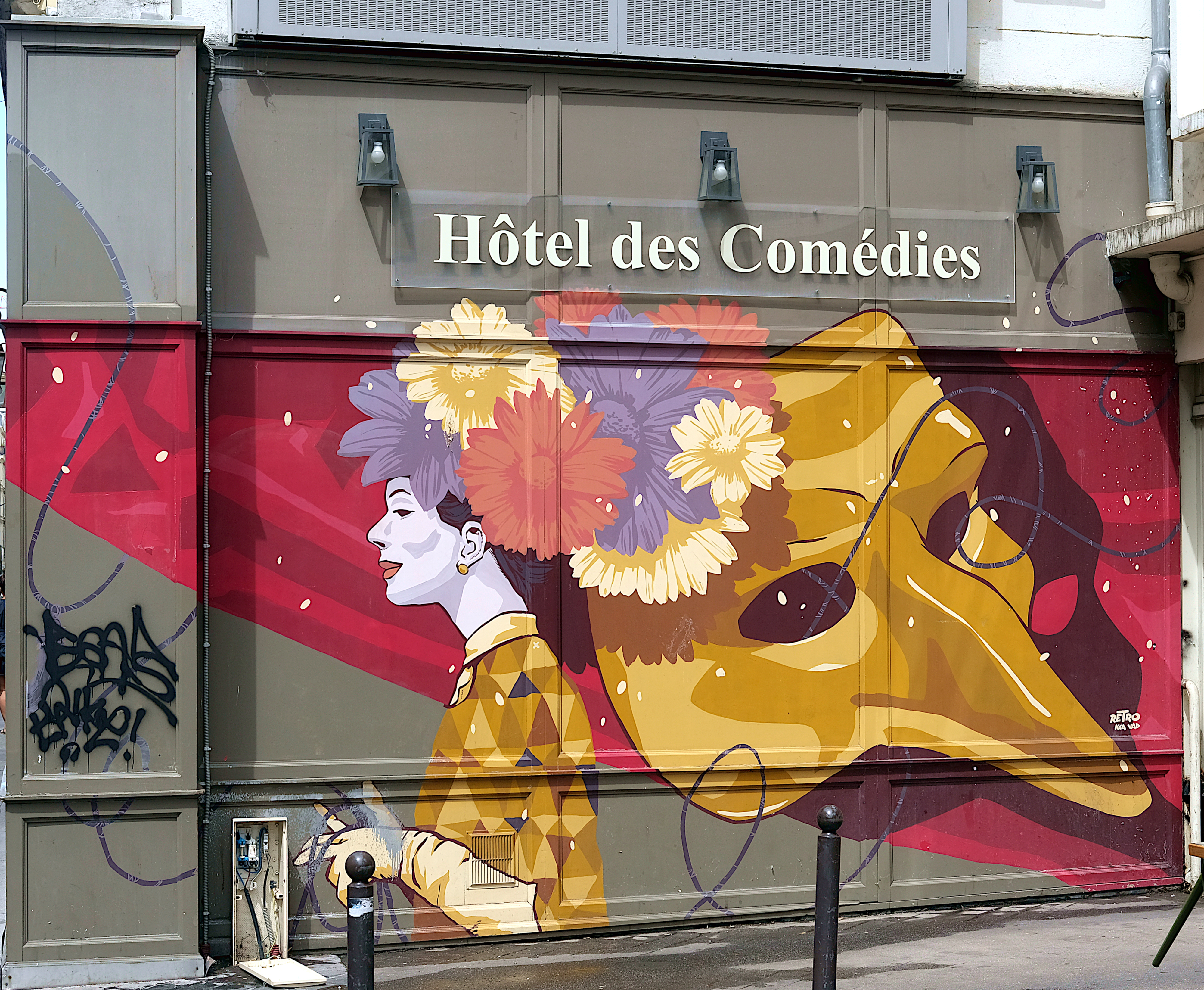
Décoration du no 8.
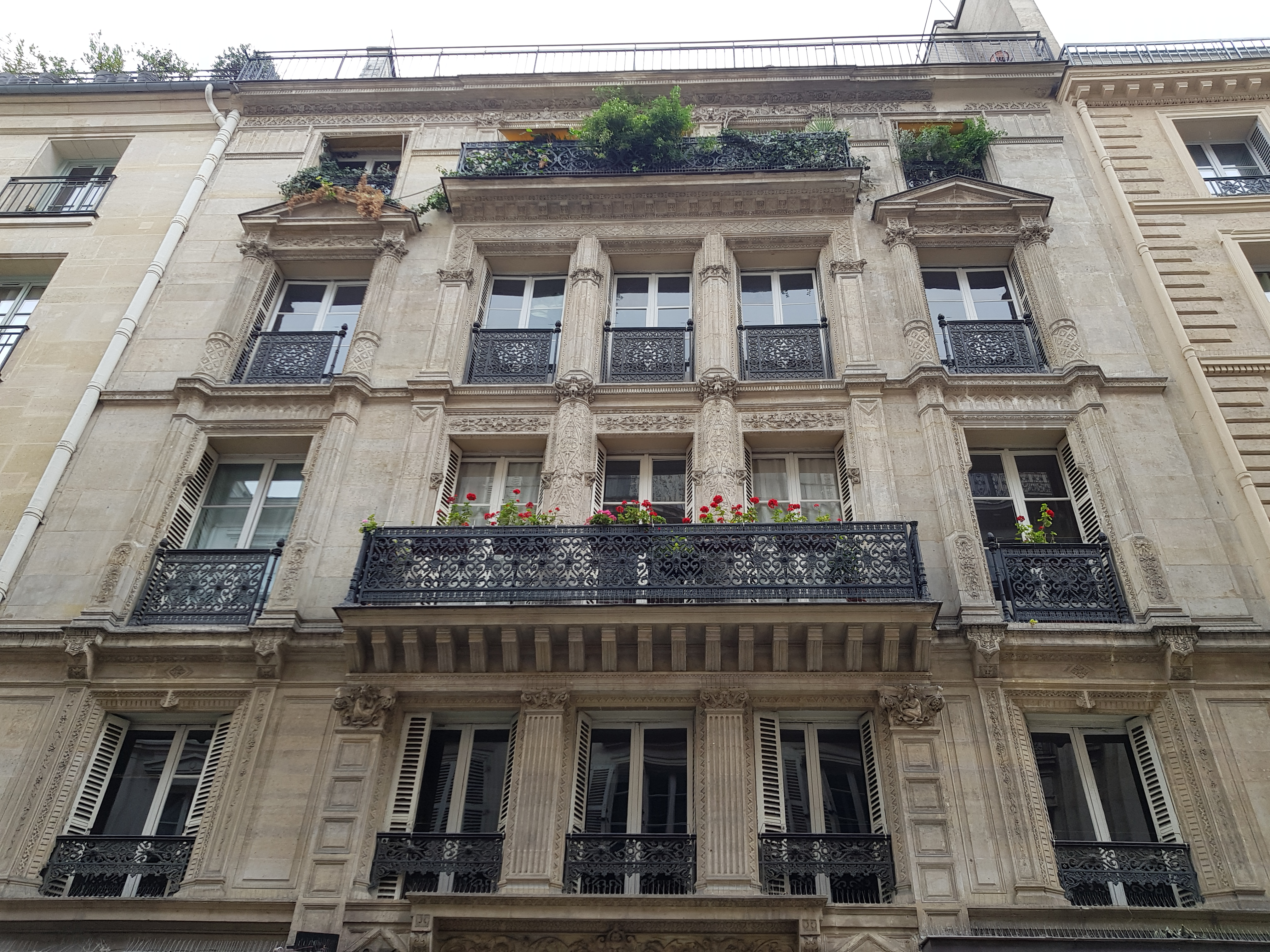
Façade du no 23.
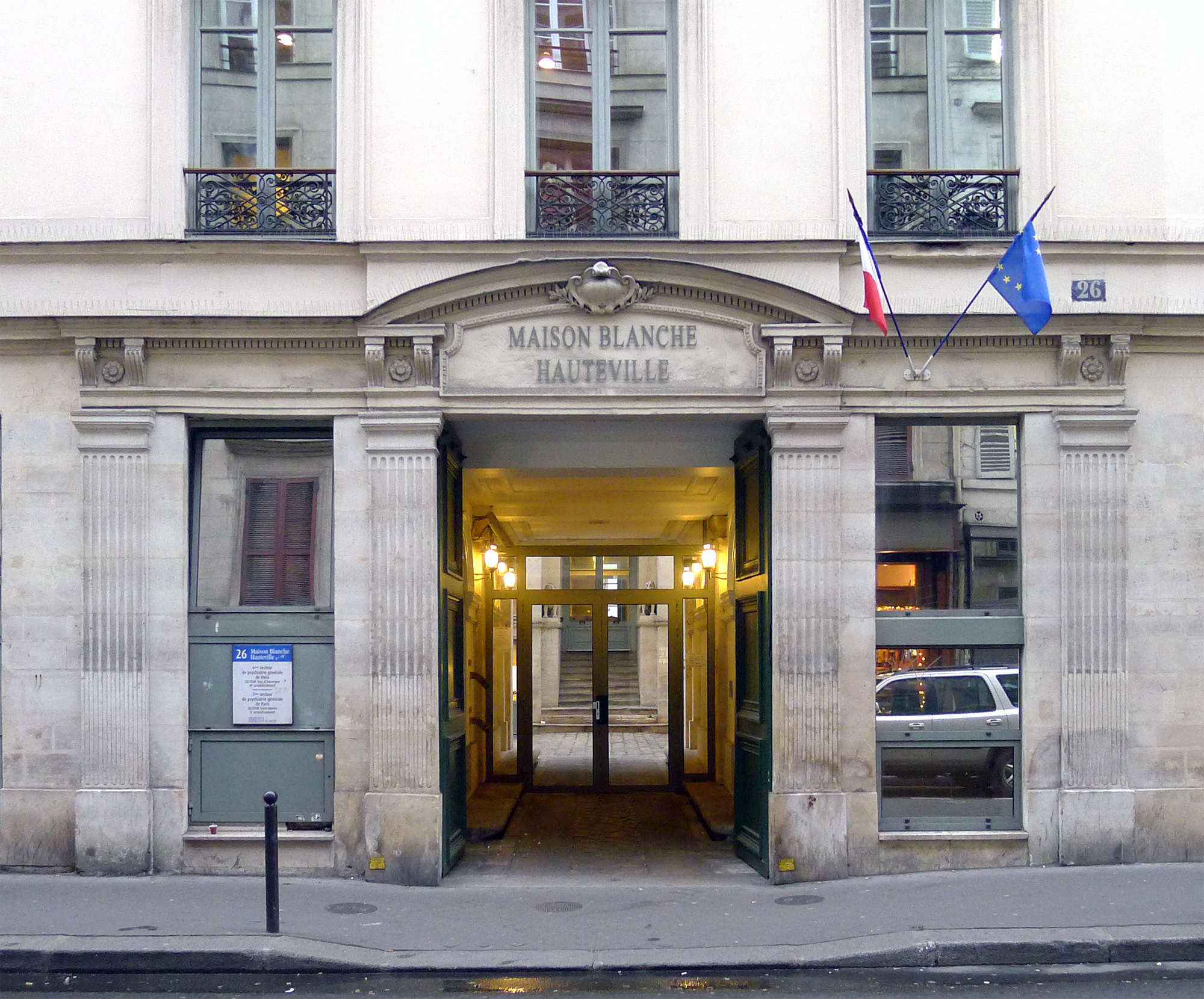
Entrée du no 26.

- No 29 : domicile en 1806 le capitaine d'artillerie et fondeur, Jean-Baptiste Launay (1768-1827)[8].
- No 32 : domicile du peintre Charles Fortin (1815-1865)[9].
- No 41 : l’écrivain Remy de Gourmont y a résidé de 1880 à 1887[10].
- No 54 : le collectionneur de tableaux, artiste peintre et directeur de musée et d'école de dessin Eudoxe Marcille y réside au XIXe siècle.
- No 56 : école Bossuet Notre-Dame, établissement privé catholique sous contrat avec l'État[11].
- No 58 : hôtel de Bourrienne (1787-1790) où résida Louis Antoine Fauvelet de Bourrienne ; le bâtiment est classé monument historique[12]

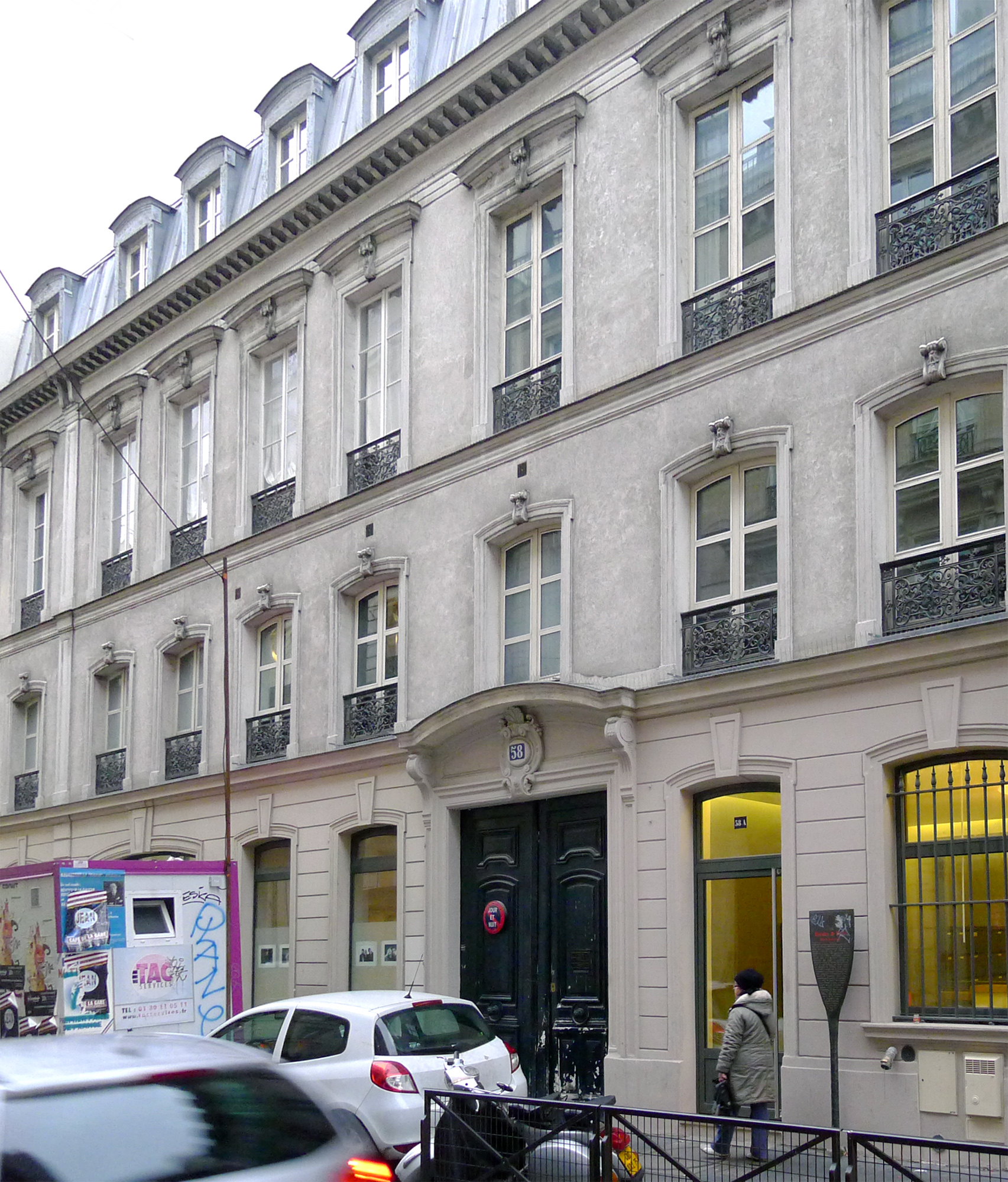
Façade du no 58.

### Bâtiments démolis
- No 30 : siège du consulat des États-Unis en France de 1842 à 1844[13].
- No 62 : en 1851, le joaillier Léon Rouvenat y installe sa manufacture[14].

## Dans la culture populaire
Dans le roman Chanson douce de Leïla Slimani, publié par Gallimard et prix Goncourt 2016, le couple Massé, à savoir Paul et Myriam, ainsi que leurs enfants Mila et Adam, vivent dans un appartement rue d’Hauteville.